# Orlando Castro Llanes
Orlando Castro Llanes (La Habana, Cuba, 30 de octubre de 1925-25 de febrero de 2014) fue un empresario y banquero venezolano, cuyo conglomerado financiero de bancos y agencias de seguro colapsó en 1994, siendo posteriormente condenado y encarcelado en los Estados Unidos bajo cargos de fraude bancario.

## Vida en Cuba y viaje a Venezuela
Castro nació en La Habana, Cuba, en 1925, y se convirtió en un sujeto activo en el ámbito político. Fue la cabeza de un ala del Partido Comunista de Cuba hasta la Revolución cubana de 1959, cuando presuntamente peleó con Fidel Castro y dejó el país.
Se mudó a Venezuela, donde  se convirtió en vendedor de seguros. Fue exitoso en este campo, llegando a controlar un conglomerado de aseguradoras, bancos, bienes inmuebles, estaciones de radio y periódicos. Fue considerado uno de los hombres más ricos en Venezuela. Su Grupo Empresas Latinoamericanas incluyó el Banco Progreso en Venezuela, el Banco Progreso Internacional de Puerto Rico, y el Banco Latinoamericana en la República Dominicana.

## Banco de Venezuela
En 1990, Castro compró un bloque grande de participaciones en el Banco de Venezuela y trató de involucrarse en su consejo de directores. Sin embargo, de acuerdo con Castro, nunca fue aceptado en "círculos políticos y económicos exclusivos", ya que consideraban que "no cumplía con el perfil para dirigir la institución bancaria importante del país". En una junta de accionistas, cuando Castro quiso un asiento en la mesa, el presidente del Banco de Venezuela suspendió la reunión y amortiguó la protesta de Castro al apagar su micrófono.
Castro intentó entonces una toma hostil del Banco de Venezuela, la cual fue amargamente disputada por la administración vigente del banco. Trabajó a través de su filial Grupo Progreso Latinoamericana, apoyado por José Álvarez Stelling, del Banco Consolidado y el Grupo Banco Unión.
Un grupo pequeño de accionistas, unido con el Banco Provincial y Finalven, se opusieron a la absorción. El Banco de Venezuela contrató a Thor Halvorssen Hellum, comisario especial para Asuntos de Narcótico Internacional en la administración de Carlos Andrés Pérez, con el objeto de investigar rumores de lavado de dinero por parte de Castro.
Halvorssen concluyó que Castro lavaba dinero proveniente del narcotráfico y que estaba implicado en otras irregularidades financieras. Suministró su información a miembros del Congreso de Venezuela.

## Acusaciones de lavado de dinero
En marzo de 1991, luego de que las acusaciones de lavado de dinero se hicieron públicas, el Servicio de Aduana de los Estados Unidos congeló las cuentas del Banco Progreso en Bank of America International, en la Ciudad de Nueva York.
Castro empleó a su socio de negocios Charles Intriago para contrarrestar las acusaciones. Intriago era el consejero legal de Castro en asuntos relacionados con los Estados Unidos. Castro Llanes había proporcionado USD 80 000 de capital de inicio al boletín informativo Money Laundering Alert. Intriago finalmente consiguió que la Aduana de Estados Unidos liberara las cuentas.
Intriago usó sus conexiones con el gobierno para purgar archivos legales de información que vinculaban a Castro Llanes con el tráfico de drogas. Contrató a antiguos oficiales de Estados Unidos y detectives, quienes entre 1991 y 1995 se acercaron a varias agencias de gobierno de Estados Unidos en busca de información. Finalmente obtuvieron archivos de inteligencia de la DEA acerca de Castro Llanes, y los nombres de al menos cuatro informantes confidenciales en contra de Castro Llanes para Aduana. Un antiguo agente de IRS, que trabajaba para Intriago encontró que unos 4 mil millones de dólares estadounidenses habían pasado a través de una cuenta de Castro en Nueva York. Le suministró esta información a agentes de Aduana de los Estados Unidos y fue despedido por Intriago. El fiscal de distrito de Nueva York, Robert Morgenthau, vinculó a Castro con 3500 empresas offshore en Aruba, Curazao, y en otro lugar. Los 4 mil millones de dólares nunca fueron vinculados de forma definitiva al narcotráfico.
En la instigación de Intriago, quién era un miembro del Comité Nacional Demócrata, Castro contribuyó con USD 50 000 al Partido Democráta y asistió en enero de 1993 a la investidura presidencial de Bill Clinton. La donación fue reembolsada por una de las compañías venezolanas de Castro, haciendo la contribución ilegal según la ley estadounidense.

## Condena de Estados Unidos y encarcelamiento
En 1994, el sistema bancario venezolano colapsó, luego de la caída del gobierno del presidente Carlos Andrés Pérez en 1993 y el fracaso de Banco Latino, el segundo banco más grande en el país. Las empresas de Castro también quebraron.
Castro huyó a los Estados Unidos y se asentó en Miami. Los reguladores bancarios venezolanos se apoderaron del Banco Progreso en diciembre de 1994. Castro fue más tarde juzgado en ausencia por el gobierno venezolano por fraude bancario, desfalco y conspiración. Las pérdidas del Banco Progreso se acercaron a los 2200 millones de dólares y arrastró a tres otros bancos controlados por Castro.
El día 4 de abril de 1996, Castro fue acusado en Nueva York por el fiscal de distrito Morgenthau, junto con su hijo, Orlando Castro Castro, y su nieto Jorge Castro Barredo, por cargos de un esquema para cometer fraude en primer grado. Los tres Castro fueron condenados por cargos de gran hurto el 19 de febrero de 1997. En abril de aquel año Castro fue sentenciado a un plazo de uno a tres años en prisión. El robo consistió en una estafa a los depositantes del Banco Progreso Internacional de Puerto Rico por hasta 55 millones de dólares. Sus delitos también le costaron al gobierno de Venezuela más de 8 millones de dólares.
Castro Llanes pasó 25 meses en prisión y posteriormente regresó de manera voluntaria a Venezuela. En 2007, Castro fue condenado por difamación contra Miguel Henrique Otero, director del diario El Nacional, siendo sentenciado a dos meses de prisión. Sin embargo, de acuerdo a las leyes venezolanas, le concedieron libertad condicional por tener más de 65 años.